# Mount Monadnock
Mount Monadnock, oder Grand Monadnock, ist der hervorstechendste Berg in Neuengland südlich der White Mountains und östlich der Berkshires in Massachusetts. Mit einer Höhe von 965 m ist Mount Monadnock über 300 m höher als jede andere Erhebung im Umkreis von 48 km sowie über 600 m höher als die unmittelbare Umgebung. Der Berg liegt ca. 100 km nordwestlich von Boston im Süden des Bundesstaats New Hampshire.
Der Berg ist Namensgeber des geologischen Begriffs Monadnock, der als Synonym für Inselberg verwendet wird.
Der Berg befindet sich im Mount Monadnock State Park. Eine Reihe von Wanderwegen führen auf den Berg.

## Name
Das Wort Monadnock ist aus der Sprache der Abenaki abgeleitet und beschreibt einen Berg. Frei übersetzt bedeutet es „allein stehender Berg“, wenngleich die exakte Bedeutung des Wortes, also um welche konkrete Art eines Berges es sich handelt, unsicher ist. Der Ausdruck wurde von den frühen Siedlern im südlichen New Hampshire und auch später von US-amerikanischen Geologen als alternatives Wort für Inselberg verwendet. Um den Mount Monadnock von anderen Bergen mit ähnlichem Namen in Vermont und New Hampshire zu unterscheiden, wird er auch häufig Grand Monadnock genannt.

## Geschichte

### Die Transzendentalisten

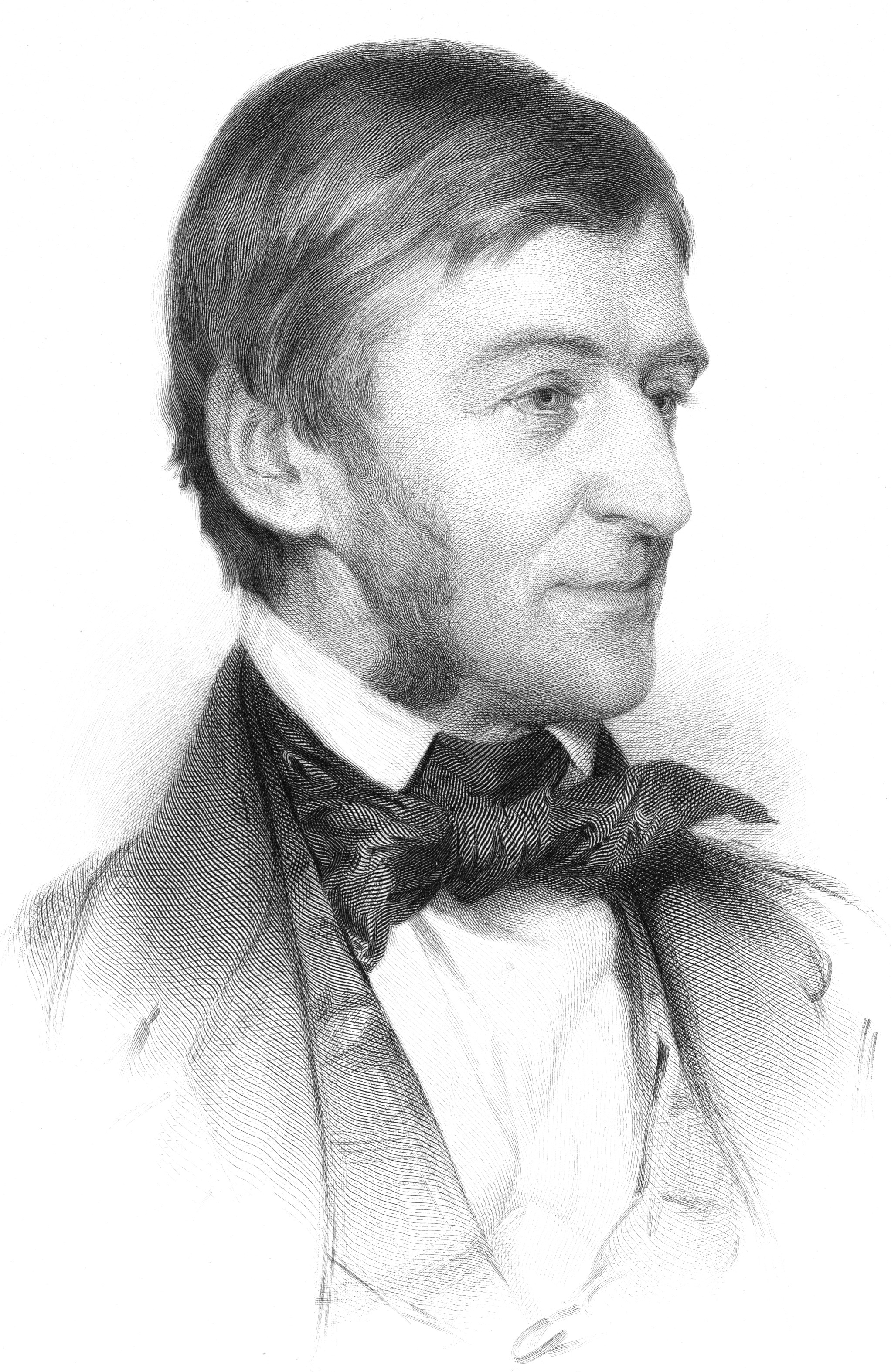
Ralph Waldo Emerson

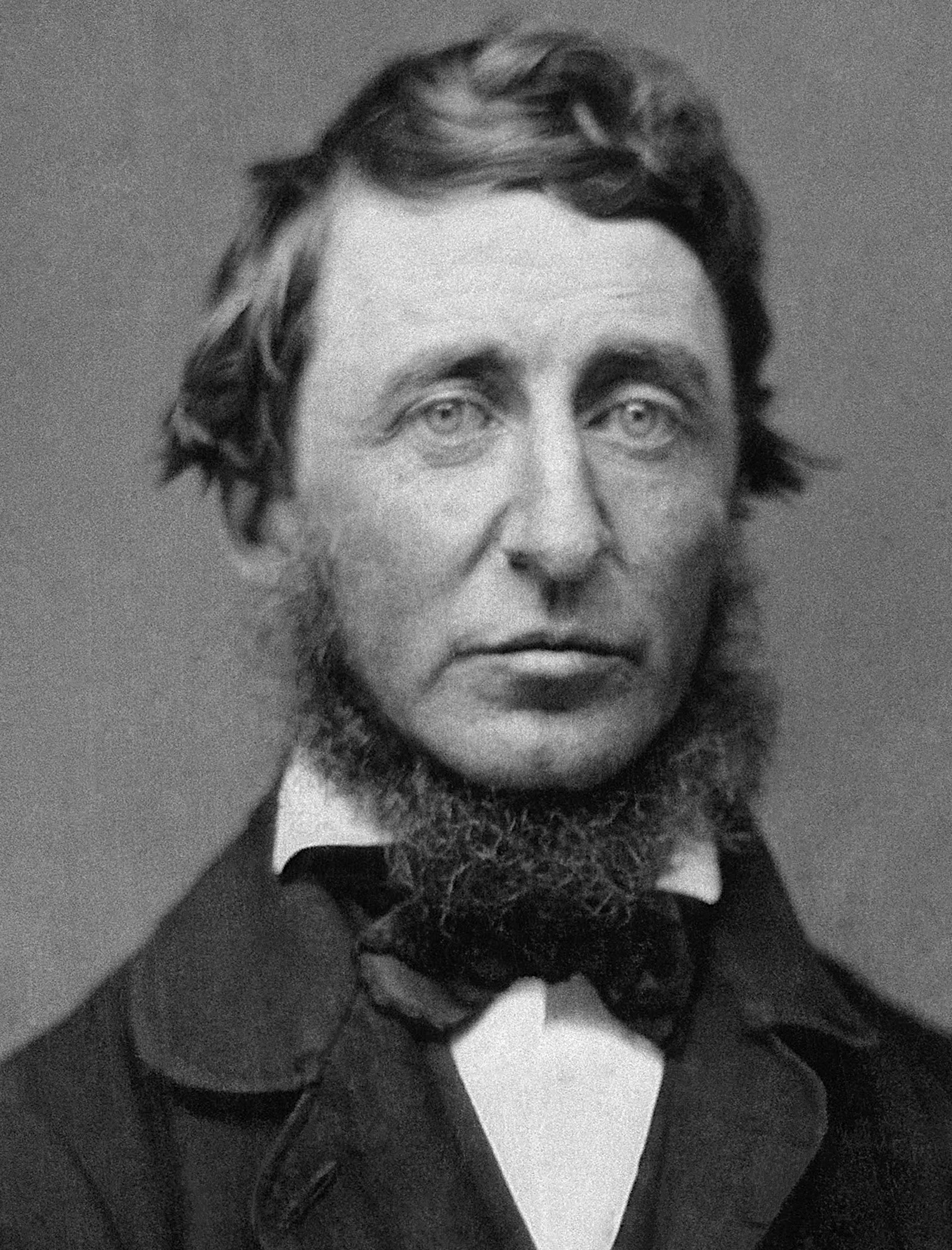
Henry David Thoreau

Sowohl Ralph Waldo Emerson als auch Henry David Thoreau besuchten den Berg und schrieben liebevoll über ihn. Emerson kam regelmäßig und widmete ihm sein Gedicht „Monadnoc“. Thoreau kam von 1840 bis 1844 insgesamt vier Mal zum Berg und verbrachte einen Großteil seiner Zeit mit der Beobachtung und Katalogisierung von Naturphänomenen. Nach verbreiteter Meinung hat er eines der ersten seriösen Werke über die Natur des Berges geschrieben. Ein Moor in der Nähe des Gipfels sowie ein felsiger Aussichtspunkt am Cliff Walk-Wanderweg wurden nach ihm benannt; ein weiterer Aussichtspunkt ist nach Emerson benannt.

### DasHalfway Houseund weitere Bauwerke
Im Jahr 1858 eröffnete Moses Cudworth aus Rindge das Hotel The Half Way House an der Südseite des Berges, etwa auf halbem Weg von der Basis zum Gipfel. Zur Versorgung des Hotels wurde die Toll Road gebaut. Zu dieser Zeit war der Berg überaus beliebt, so dass Cudworth bereits nach kurzer Zeit sein Hotel ausbauen musste, um 100 Gäste beherbergen zu können. An belebten Sommertagen befanden sich in den Stallungen des Hotels bis zu 75 Pferde.
Das Halfway House wurde zum Gemeinschaftseigentum, als sich mehrere hundert Einwohner der umliegenden Dörfer zusammenschlossen, um die Straße samt Hotel zu kaufen und zugleich den Bau eines Funkturms auf dem Gipfel zu verhindern. Nachdem das Hotel 1954 niedergebrannt war, wurde an gleicher Stelle ein Kiosk eingerichtet. Als 1969 die Straße für den öffentlichen Verkehr gesperrt wurde, schloss auch der Kiosk. Der Moses Spring, dessen Quelle in einem durch einen Felsen getriebenen Loch an der Rückseite des Grundstücks liegt, ist einer der letzten wenigen verbliebenen Hinweise auf die Jahre des Hotelbetriebs.
Eine kleine Hütte der örtlichen Feuerwehr befand sich direkt auf dem Gipfel und war von 1911 bis 1948 in Betrieb. Sie wurde geschlossen, als Waldbrände dank moderner Technik leichter entdeckt werden konnten. Die Hütte selbst blieb jedoch als Snackbar und Unterkunft für Wanderer bis 1969 in Betrieb und wurde dann 1972 abgerissen.
Ein privates Wohnhaus 100 ft (30,48 m) südlich des Grundstücks des ehemaligen Hotels ist das letzte verbliebene Bauwerk auf dem Berg oberhalb von 1.000 ft (304,8 m).

### Besteigungen
Die erste aufgezeichnete Besteigung des Mount Monadnock fand im Jahr 1725 durch Captain Samuel Willard und 14 Rangern statt, die auf dem Gipfel ihr Lager aufschlugen und ihn als Aussichtspunkt nutzten, während sie mit Patrouillen nach Indianern Ausschau hielten. Viele der Wanderer ritzten zu Beginn ihren Namen auf dem Gipfel ein, bis diese Praxis missbilligt wurde. Die älteste Gravur lautet „S. Dakin, 1801“ und wird einem örtlichen Stadtangestellten zugeschrieben.
Der Sportler Garry Harrington wanderte in 24 Stunden insgesamt 16 Mal zum Gipfel, während Larry Davis an 2.850 aufeinanderfolgenden Tagen (dies entspricht 7,8 Jahren) jeweils einmal zum Gipfel wanderte.
Es wird häufig behauptet, dass der Mount Monadnock nach dem Fuji in Japan der am zweithäufigsten bestiegene Berg der Welt sei. Tatsächlich wird der Berg jährlich von 125.000 Wanderern bestiegen, während etwa 200.000 Wanderer den Fuji begehen. Nach Angaben der UNESCO kommt allerdings kein Berg an die Beliebtheit des Tai Shan in China heran, der jährlich mehr als 2 Millionen Besucher verkraften muss.

## Biogeographie, Ökologie und Geologie

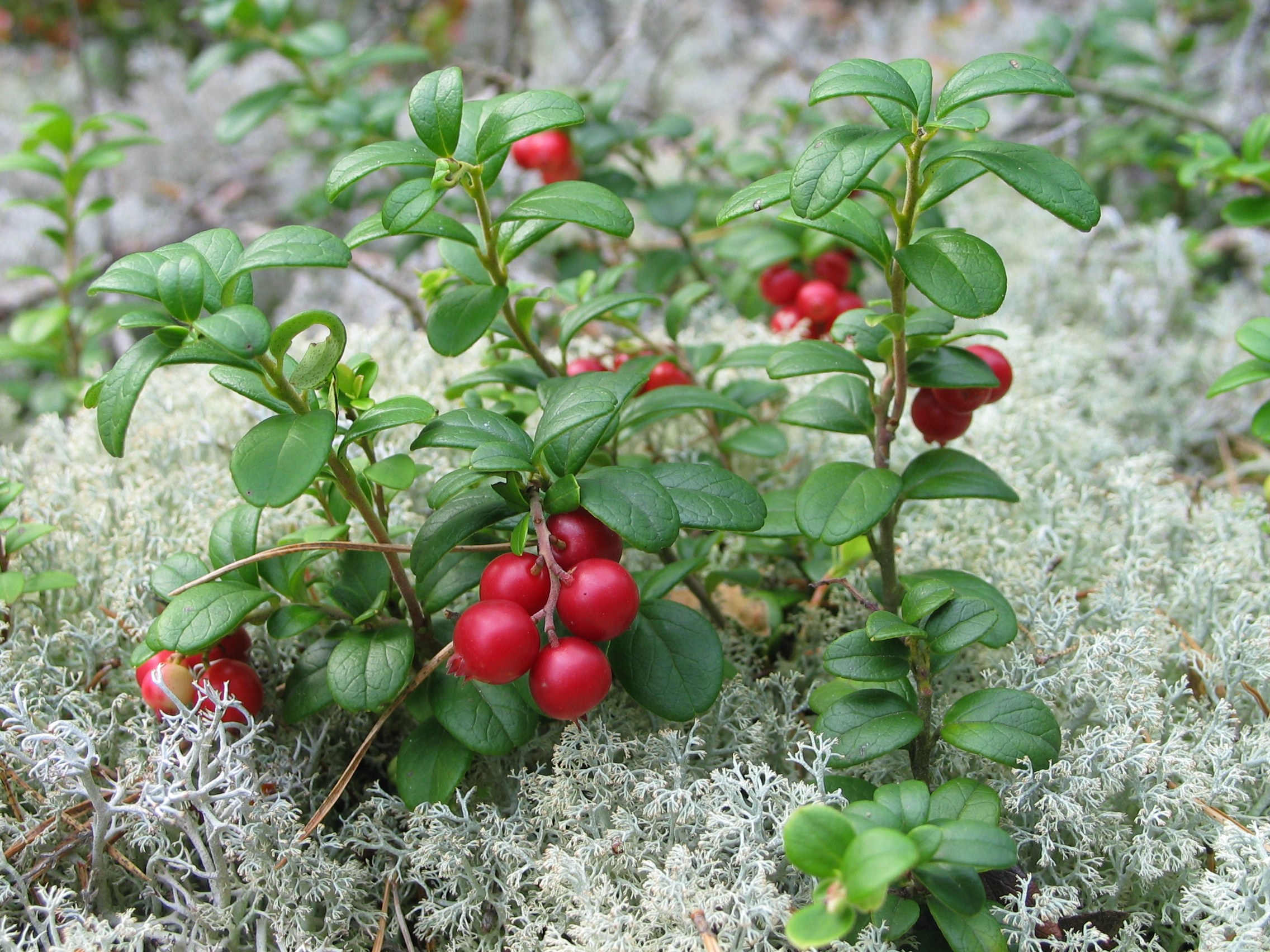
Die Preiselbeere gedeiht üppig am Mount Monadnock.

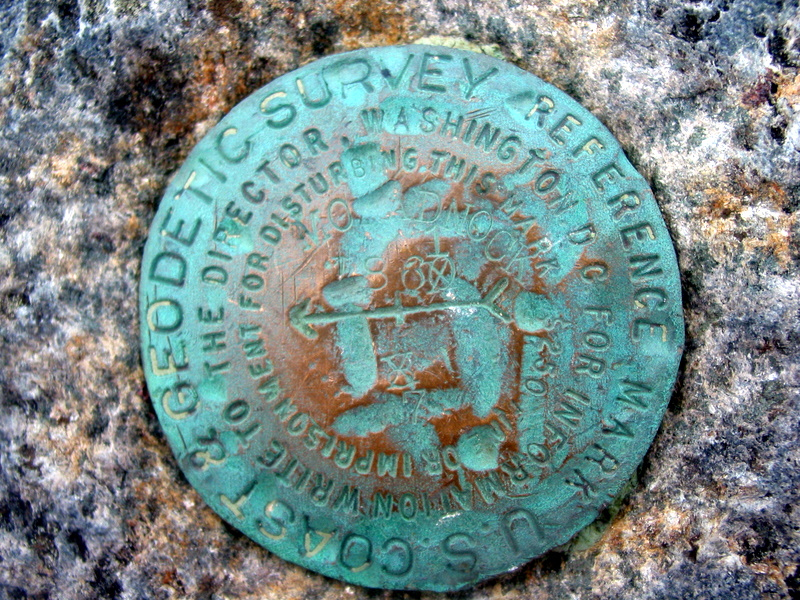
Eine Markierung des USGS auf dem Gipfel

Aufgrund von Feuern im frühen 19. Jahrhundert, die einen Großteil der Spitze in einem Durchmesser von etwa 300 ft (91,44 m) um den Gipfel verbrannten, befindet sich dort heute nur eine dünne Erdschicht. Obwohl sich der Berg so weit erholt hat, dass die Landschaft natürlich aussieht, ist der Mount Monadnock ein Beispiel für einen Berg mit einer künstlichen Baumgrenze, die deutlich unterhalb der natürlichen klimatischen Grenze vergleichbarer Berge der Region liegt.
Auf dem Weg von der Basis bis zur Spitze verringert sich die Anzahl der Pflanzenarten mit zunehmend dünnerer Erdschicht. Auf dem Gipfel gibt es eine Vielzahl spezialisierter, sub-alpiner Arten, die Feuchtigkeit eine lange Zeit speichern können. Unter den vorkommenden alpinen und sub-alpinen Arten sind Mehlbeeren, Wollgräser, Schafslorbeeren (Kalmia angustifolia),
Grönlandmieren (Minuartia groenlandica) und Preiselbeeren. Darüber hinaus gibt es viel Krummholz sowie einige Moore. Die unteren Höhenbereiche sind dicht mit Mischwald bewachsen, in mittleren Lagen finden sich auch einige Bestände mit amerikanischen Rot-Fichten. Vor den Feuern war der gesamte Berg mit diesen Bäumen bewachsen, und seitdem kommen diese Bäume über den Prozess der Sukzession langsam wieder in Richtung Gipfel voran.
Der Berg besteht größtenteils aus 400 Millionen Jahre altem, hochgradig metamorphem Gestein aus Glimmerschiefer und Quarzit, das vorwiegend mit der Littleton Formation, einer geologischen Schicht aus dem Devon, die sich von Massachusetts im Süden bis in die White Mountains im Norden erstreckt, in Verbindung gebracht wird. Auf niedrigeren Höhen am Berg sowie bezogen auf die geologischen Schichten unterhalb der Littleton Formation stammt das anstehende Gestein aus dem Silur und besteht aus Glimmerschiefer der Rangeley Formation, Quarzit der Perry Mountain Formation, Granulit der Francestown Formation sowie aus Granulit der Warner Formation.
Strukturell ist der Berg Bestandteil einer auf dem Kopf stehenden Synklinale (bekannt als „gefaltete tektonische Decke“), die durch die Kompressionskräfte der Akadischen Orogenese gebildet wurde. An vielen Steinoberflächen am Berg können sehr kleine bis mittelgroße metamorphe Faltungen beobachtet werden, darunter die bekannte Billings Fold etwa 450 ft (137,16 m) westlich des Gipfels, die bereits 1942 von Marland Pratt Billings in seinem Buch Structural Geology beschrieben wurde.
Zusätzlich zu den beeindruckenden Faltungen gibt es auch große pseudomorphe Exemplare von Sillimanit und Andalusit. Diese Kristalle, die üblicherweise dünn wie eine Nadel sind, kommen hier als 4 in (101,6 mm) lange „Truthahn-Spuren“ vor, die durch prograde Metamorphose entstanden sind.

## Hydrologie
Der Mount Monadnock liegt auf der Trennlinie der Einzugsgebiete des Connecticut River und Merrimack River. Die nördlichen Bereiche des Bergs entwässern in das Howe Reservoir und dann über den Minnewawa Brook in den Ashuelot River, den Connecticut River und schließlich in den Long Island Sound. Der Gleason Brook und Mountain Brook fließen auf der Westseite des Berges über den Shaker Brook in den südlichen Zweig des Ashuelot River. Die südwestlichen Bereiche des Bergs entwässern über den Fassett Brook und Quarry Brook ebenfalls in den südlichen Zweig des Ashuelot River.
Im Südosten des Bergs fließen der Mead Brook und Stony Brook in den Mountain Brook, einem Zufluss des Contoocook River, der über den Merrimack River in den Golf von Maine entwässert. Die östlichen Bereiche des Bergs entwässern in den Thorndike Pond, von wo aus der Stony Brook in nordöstlicher Richtung in den Nubanusit Brook und anschließend in den Contoocook sowie den Merrimack fließt.

## Freizeit- und Erholungsmöglichkeiten
Der Mount Monadnock bietet zahlreiche Möglichkeiten für Wanderungen, Trekking, Picknicken und das Wandern mit Schneeschuhen. Im Winter gibt es auch abgelegene Gebiete, in denen das Skifahren möglich ist. An der Südostseite des Bergs wird saisonal ein Campingplatz vom Staat New Hampshire betrieben – an anderen Stellen ist das Campen nicht erlaubt. Innerhalb der Saison wird eine Gebühr pro Person erhoben, um an der Old Toll Road bzw. am Hauptquartier der Parkverwaltung parken zu können. Es gibt keine Straße zum Gipfel, und die Old Toll Road, die zu den Überresten des Halfway House führt, ist für Fahrzeuge gesperrt. Quads sind am Berg grundsätzlich nicht erlaubt. Insbesondere die New Hampshire Route 124 bietet eine gute Aussicht auf den Berg und seine unmittelbare Umgebung.

### Wanderwege

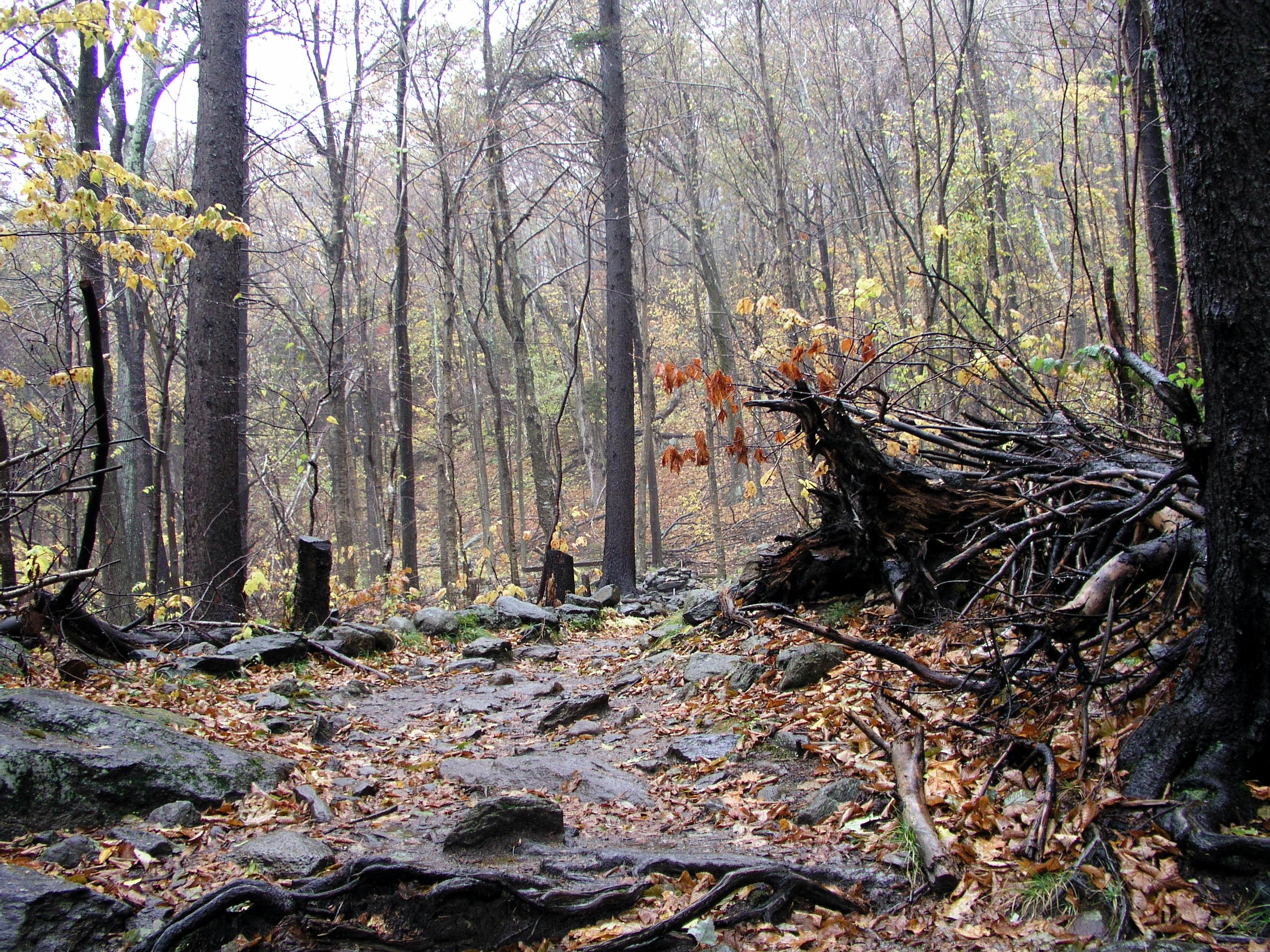
Am Beginn des White Dot Trail

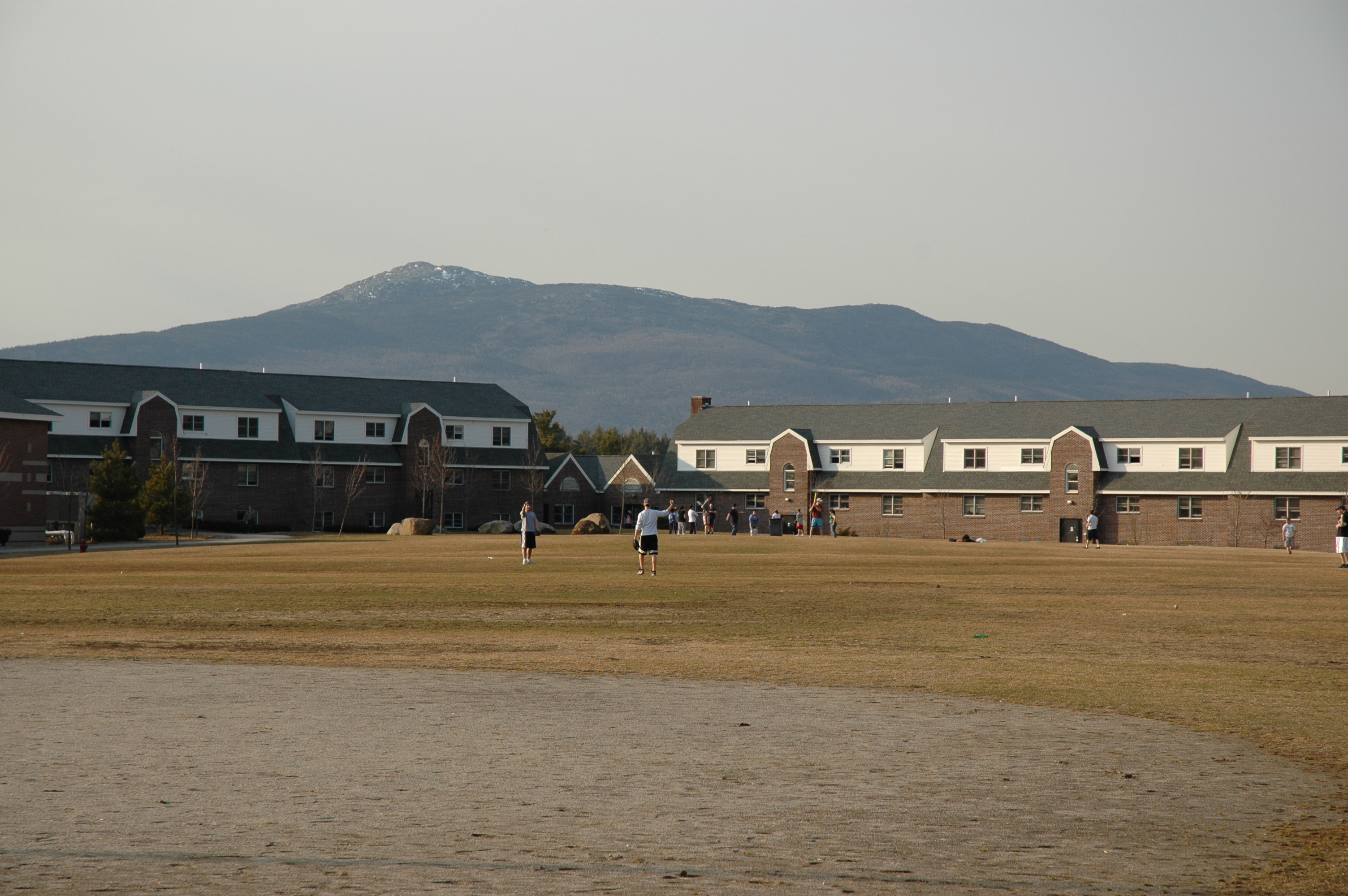
Der Mount Monadnock von der Franklin Pierce University aus gesehen

Der Mount Monadnock wird von einem dichten Netzwerk gut gepflegter Wanderwege durchzogen. Die bekanntesten Strecken sind der mit 2,2 mi (3,54 km) kürzeste und zugleich steilste Weg White Dot Trail an der Südostseite sowie der 2,3 mi (3,7 km) lange White Arrow Trail, der als einfachster Weg gilt und über die Old Toll Road an der Südseite des Berges führt.
Zu den weiteren Wanderwegen zählen:
- Der Marlboro Trail auf der Westseite, 2,2 mi (3,54 km) bis zum Gipfel
- Der Dublin Path auf der Nordseite ist Teil des Monadnock-Sunapee Greenway, 2,4 mi (3,86 km) bis zum Gipfel
- Der Pumpelly Trail auf der nordöstlichen Seite besitzt den längsten Anstieg, 4,4 mi (7,08 km) bis zum Gipfel
- Der Zugang auf der Ostseite des Berges wird durch den Birchtoft Trail sowie mehrerer Verbindungswege zum Gipfel ermöglicht.

Der White Cross Trail ist eine parallel verlaufende alternative Strecke zum White Dot Trail, und der Cliff Walk bietet besondere landschaftliche Impressionen. Der Mount Monadnock ist das nördliche Ende des 110 mi (177,03 km) langen Metacomet-Monadnock Trail, der auf die Südwestseite des Bergs führt, jedoch aufgrund fehlender Parkmöglichkeiten nur schwer zugänglich ist. Der Berg stellt außerdem das südliche Ende des 50 mi (80,47 km) langen Monadnock-Sunapee Greenway dar, der nördlich bis zum Mount Sunapee führt. Daneben zielt das Projekt des Wantastiquet-Monadnock Greenway darauf ab, den Mount Monadnock mit dem Pisgah State Park und dem Wantastiquet Mountain zu verbinden.

### Wandern am Berg
Der etwa vierstündige Rundweg zum Gipfel und zurück über einen der kürzeren Wanderwege stellt moderate Anforderungen an den durchschnittlichen Wanderer und erfordert vom späten Frühling bis in den frühen Herbst keine technischen Fähigkeiten. Wind und Wetter sind auf dem felsigen Gipfel das ganze Jahr über kräftiger als auf geringeren Höhen, und Orkane sowie sommerliche Gewitter können dort lebensbedrohlich sein.
Im Winter liegen Schnee und Eis bis in den Mai hinein auf den Wanderwegen und machen den Auf- bzw. Abstieg ohne besondere technische Ausrüstung sehr gefährlich bis unmöglich. Vor allem die erhöhte Verdichtung des Schnees auf den auch im Winter häufiger genutzten Wegen sorgt dafür, dass dieser länger als anderswo liegen bleibt. Daher sind in dieser Jahreszeit in Abhängigkeit von der Dicke der noch liegenden Schnee- und Eisdecke ggf. Wanderstöcke, Steigeisen, Eispickel, Skistöcke und Schneeschuhe hilfreich oder sogar notwendig.
Im Herbst erfordern Wanderungen wärmere Kleidung, eine aufmerksame Wetterbeobachtung sowie frühere Aufstiegszeiten. Da es nur wenige verlässliche Trinkwasserquellen am Berg und nur geringen Schutz vor der Sonne oberhalb von 2.000 ft (609,6 m) gibt, zählen Dehydratation und Hitzschlag zu den potenziellen Risiken. Giftefeu wächst nicht auf dem Berg, und giftige Schlangen gibt es dort ebenfalls nicht. Auf dem Berg sowie in der Umgebung leben jedoch amerikanische Schwarzbären, wenngleich problematische Begegnungen zwischen Menschen und Bären selten sind.

## Künstlerische Beiträge

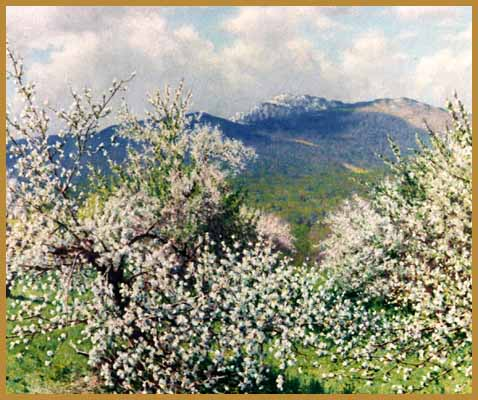
Der Mount Monadnock von Richard Whitney in seinem Gemälde Monadnock Orchard

Neben Emerson und Thoreau wurden auch weitere Künstler durch den Mount Monadnock inspiriert, darunter:
- William Preston Phelps (1848–1917), bekannt als „der Maler des Mount Monadnock“.
- Viele weitere US-amerikanische Maler haben den Berg in einem Gemälde verewigt. Dazu zählen unter anderem Abbott Thayer, Rockwell Kent und Richard Whitney.
- Der US-amerikanische Komponist Alan Hovhaness (1911–2000), der in seiner Jugend den Berg mehrere Male bestieg, komponierte um 1935 eine symphonische Fantasie mit dem Titel Monadnock, Op. 2.
- Der Schriftsteller H. P. Lovecraft schrieb ein Gedicht über den Berg mit dem Titel „To Templeton and Mount Monadnock“.[16]
- Der Dichter und Gewinner des Pulitzer-Preises Galway Kinnell schrieb über den Berg in seinem Gedicht „Flower Herding on Mount Monadnock“.[17]
- Ein Teil des jährlichen Mount Monadnock Celebration of Dance findet zum Zeitpunkt des Herbstäquinoktiums auf dem Gipfel des Berges statt.